# Глобальне блокування інтерпретатора

Схематичне зображення роботи потоків під керуванням GIL. Зелений — потік, який утримує GIL, червоні — заблоковані потоки.

Глобальне блокування інтерпретатора (англ. Global Interpreter Lock, GIL) — це механізм інтерпретатора, що гарантує те, що в кожен момент часу виконується код лише одного потоку, для уникнення конкурентного доступу до спільних структур даних. В мовах, що реалізують GIL, завжди існує один GIL для кожного процесу інтерпретатора. Прикладами реалізацій інтерпретаторів, які використовують GIL, є CPython та CRuby.
Програми, написані на мовах з GIL, можуть використовувати процеси для досягнення повної конкурентності, оскільки кожен процес матиме свій екземпляр інтерпретатора і власний GIL. В іншому випадку GIL створює серйозну перешкоду конкурентності — ціна, яку платять за динамізм мови.
Переваги застосування цього механізму включають:
- збільшення швидкості однопотокових програм (немає необхідності блокувати кожну структуру даних окремо)
- проста інтеграція з бібліотеками мови C, які зазвичай не є потокобезпечними.

## Дивись також
- Green threads